# Denis Watts
Denis Watts (* 30. Juli 1920; † 10. Juni 2005) war ein britischer Weit- und Dreispringer, der später als Leichtathletiktrainer erfolgreich war.
Bei den Leichtathletik-Europameisterschaften 1946 wurde er Sechster im Weitsprung und Neunter im Dreisprung.
1946 wurde er Englischer Meister im Weitsprung, 1946 und 1947 im Dreisprung. Weil seine Sportlehrertätigkeit als unvereinbar mit dem Amateurstatus ausgelegt wurde, konnte er nicht an den Olympischen Spielen 1948 in London teilnehmen.
Als Trainer betreute er u. a. Ann Packer, Robbie Brightwell, Janet Simpson und Lillian Board. Von 1964 bis 1976 betreute er die britische Mannschaft bei vier Olympischen Spielen, wofür er mit dem MBE ausgezeichnet wurde.

## Persönliche Bestleistungen
- Weitsprung: 7,27 m, 22. Juni 1946, St Albans
- Dreisprung: 14,37 m, 17. Mai 1948, London